# Смирнов, Олег Николаевич
Оле́г Никола́евич Смирно́в (11 июля 1919 — 24 октября 1994) — участник Великой Отечественной войны, заместитель командира эскадрильи 31-го истребительного авиационного Нижнеднестровского орденов Кутузова и Богдана Хмельницкого полка 295-й истребительной авиационной Новомосковской Краснознамённой ордена Кутузова дивизии 17-й воздушной армии 3-го Украинского фронта, Герой Советского Союза, капитан.

## Биография
Родился 11 июля 1919 года в селе Николо-Березовец, ныне это Галичский район Костромской области. Русский. В начале 1930-х годов его семья переселилась в Ярославль, где его родители трудились на лакокрасочном заводе «Свободный труд». После окончания ярославской средней школы № 36 в 1937 году, работал на том же заводе старшим лаборантом. В 1938 году он поступил учиться в Московский институт физической культуры и спорта. Одновременно с учёбой занимался в метростроевском аэроклубе.
После окончания аэроклуба в ноябре 1941 года призван в армию с третьего курса института и направлен в Чугуевскую авиационную школу, которую окончил в мае 1942 и оставлен лётчиком-инструктором. Год учил летать курсантов. Затем прошёл курсы переподготовки на самолёт Ла-5 и на фронте с апреля 1943 года. Командиром полка был лётчик-ас Г. Д. Онуфриенко. Первые боевые вылеты О. Н. Смирнов совершил на истребителе ЛаГГ-3. Первый боевой вылет был Юго-Западном фронте в окрестностях Миллерово.
Затем уже на Степном фронте, прикрывая группу штурмовиков, сбил первый самолёт противника. Вскоре после этого машины были заменены на Ла-5. Принимал активное участие в сражениях на Курской дуге. Во время Никопольско-Криворожской операции осенью 1943 года за три дня сбил шесть вражеских самолётов. 28 ноября 1943 года был единственный раз сбит и спасся с парашютом. Отличился в боях за Одессу и в Молдавии.
В начале 1944 года в 295-й дивизии была создана «Эскадрилья охотников», состоящая из лётчиков высокого класса. Командовал эскадрильей Н. Ф. Краснов, его заместителем был Н. М. Скоморохов. За три месяца существования эскадрильи О. Н. Смирнов сбил 10 самолётов. После расформирования «Эскадрильи охотников» он вернулся в свой полк в эскадрилью Н. Скоморохова. Принимал участие в боях в Болгарии, Румынии, Венгрии. К февралю 1945 года на его счету было 314 вылетов, 93 воздушных боя, 18 сбитых лично и 6 в группе самолётов противника. За мужество и героизм, проявленные при выполнении боевых вылетов, старший лейтенант Смирнов был представлен к званию Героя Советского Союза. В боях в Югославии, Австрии и Чехословакии он ещё увеличил свой личный счёт доведя его до 20 сбитых лично и 7 в группе самолётов. Всего за время войны он совершил 404 боевых вылета, провёл 127 воздушных боёв, сбил 21 самолёт врага (все победы — личные, 7 групповых побед не подтверждены оперативными и отчетными документами полка).
Сбитые самолёты:
- один транспортный самолёт Ju-52;
- два бомбардировщика Ju-88;
- четыре пикирующих бомбардировщика Ju-87;
- три истребителя Bf-109;
- десять истребителей-бомбардировщиков FW-190

Указом Президиума Верховного Совета СССР от 18 августа 1945 года старшему лейтенанту Смирнову Олегу Николаевичу присвоено звание Героя Советского Союза с вручением ордена Ленина и медали «Золотая Звезда» (№ 8049).
Демобилизован в 1947 году в звании капитана. Поселился в Москве.
Как инвалид третьей группы работал на дому. Расписывал сувениры, выпускаемые одной из московских мебельных фабрик.
Олег Николаевич скончался 24 октября 1994 года,  был похоронен на Рогожском кладбище, затем  в мае 2015 года перезахоронен на Троекуровском кладбище.